# Dinesh Parag
Dinesh Parag is een Surinaams politicus. Hij was van 2017 tot 2020 ondervoorzitter van het Nationaal Jeugdparlement. Politiek was hij gelieerd aan de VHP, waarvoor hij in de jeugdraad zat. In mei 2019 stapte hij over naar de NDP.

## Biografie
Parag studeerde aan de Anton de Kom Universiteit van Suriname, toen hij in februari 2017 werd gekozen in het Nationaal Jeugdparlement (NJP). Vervolgens werd hij in mei door het parlement gekozen tot ondervoorzitter; Kelvin Koniki werd tot voorzitter gekozen. Parag wordt gesteund door de parlementaire groep Power Youth.
Tijdens zijn periode houdt het NJP een kritische koers ten opzichte van de regering. Sinds vooral het aantreden van Lalinie Gopal op 4 april 2018 als minister voor Sport- en Jeugdzaken verloopt de samenwerking met de Surinaamse regering stroef. De adviezen van het NJP zouden meestal genegeerd worden en doordat de onkostenvergoedingen maanden te laat worden vergoed staat de participatie van de leden buiten Paramaribo onder druk.
Parag was  lid van de VHP met een Hindoestaanse identiteit en zat voor deze partij in de Jongerenraad. In mei 2019 stapte hij over naar de regeringspartij NDP onder leiding van Bouterse. Zijn overstap deed hij samen met Ranjeet Kanhai en Reza Kalloe en gebeurde onder invloed van Lucille Hardenberg. De overstap werd kritisch ontvangen op sociale media omdat gevreesd wordt dat het drietal daardoor minder kritisch tegenover het regeringsbeleid zal staan.
Tijdens de verkiezingen van 2025 stond hij op nummer 37 van de lijst van de NDP.